# Eden Park
Eden Park is een stadion in Auckland, Nieuw-Zeeland. In het stadion worden 's winters rugbywedstrijden gehouden en in de zomer worden er cricketwedstrijden gehouden. Om beide sporten op één veld te kunnen houden, is de cricket pitch verplaatsbaar. In het stadion kunnen bij cricketwedstrijden 42.000 toeschouwers en bij rugbywedstrijden 47.500 toeschouwers. Daarmee is dit stadion het grootste stadion van Nieuw-Zeeland.
Het park werd vanaf ongeveer 1900 gebruikt voor verschillende sporten. Sinds 1910 werden er voor het eerst echte cricketwedstrijden gespeeld. Rugby werd er pas sinds 1925 gespeeld. In 1950 vond de openingsceremonie van de British Empire Games 1950 in het stadion plaats. In 1987 vond de finale van het WK rugby er plaats. Ook werd het stadion gebruikt voor het WK rugby 2011.

## Gebruik
In 2023 worden er in Eden Park wedstrijden gespeeld op het wereldkampioenschap voetbal voor vrouwen.
| Datum            | Thuisteam        | Uitslag | Uitteam          | Fase           | Toeschouwers |
| ---------------- | ---------------- | ------- | ---------------- | -------------- | ------------ |
| 20 juli 2023     | Nieuw-Zeeland    | 1 – 0   | Noorwegen        | Groepsfase     | 42.137       |
| 22 juli 2023     | Verenigde Staten | 3 – 0   | Vietnam          | Groepsfase     | 41.107       |
| 24 juli 2023     | Italië           | 1 – 0   | Argentinië       | Groepsfase     | 30.889       |
| 26 juli 2023     | Spanje           | 5 – 0   | Zambia           | Groepsfase     | 20.983       |
| 30 juli 2023     | Noorwegen        | 6 – 0   | Filipijnen       | Groepsfase     | 34.697       |
| 1 augustus 2023  | Portugal         | 0 – 0   | Verenigde Staten | Groepsfase     | 42.958       |
| 5 augustus 2023  | Zwitserland      | 1 – 5   | Spanje           | Achtste finale | 43.217       |
| 11 augustus 2023 | Japan            | 1 – 2   | Zweden           | Kwartfinale    | 43.217       |
| 15 augustus 2023 | Spanje           | 2 – 1   | Zweden           | Halve finale   | 43.217       |

Stadium Australia · Sydney Football Stadium · Brisbane Stadium · Melbourne Rectangular Stadium · Perth Rectangular Stadium · Hindmarsh Stadium
Waikato Stadium · Eden Park · Wellington Regional Stadium · Forsyth Barr Stadium